# Rutger Gunnarsson
Johan Rutger Gunnarsson (Linköping, 12 de fevereiro de 1946 - Estocolmo, 30 de abril de 2015) foi um músico sueco. Rutger foi o baixista da banda ABBA e também desempenhou as atividades de produtor musical e arranjador.
Apos o término da ABBA, onde participou de todos os discos, turnês e uma pequena ponta num documentário da banda, executou os arranjos de diversos musicais, como Chess, Les Misérables, Mamma Mia!, entre outros, além de arranjos para cantores como Céline Dion, Westlife e Elton John.
Antes de fazer parte da ABBA, Rutger foi o baixista da banda Hootenanny Singers (banda folk de sucesso na Suécia, na década de 1960).